# DearS

DearS (ディアーズ?, Diāzu) è un manga del 2002 scritto e disegnato dal duo PEACH-PIT, trasposto nel 2004 in un anime televisivo diretto da Tetsuji Higuchi. Conta un totale di otto tankōbon, l'edizione italiana è a cura di Flashbook.

## Trama
Un'astronave aliena è costretta ad un atterraggio d'emergenza sulla terra a causa di un'avaria ai motori. Questa astronave conta approssimativamente un centinaio di esseri appartenenti alla razza aliena dei DearS, ma nessuno di loro sa come riparare il guasto all'astronave quindi decidono di stabilirsi sulla terra e di tentare una parziale integrazione con la cultura del pianeta. Fin dall'inizio mostrano la loro notevole intelligenza, e soprattutto la capacità di imparare le lingue molto rapidamente, per questo la popolazione terrestre resta subito affascinata da loro. Takeya Ikuhara, il protagonista della serie, e Neneko Izumi, amica d'infanzia di Takeya, non sembrano particolarmente attratti da questi "nuovi arrivati", anche se quasi subito si troveranno ad interagire attivamente con i DearS.
Una capsula di contenimento difettosa provoca l'allontanamento dall'astronave di un modello difettoso di DearS. Questa DearS è perfettamente funzionale dal punto di vista fisico, ma non ha nessuna conoscenza a parte il suo numero di riconoscimento, "Ren Ren Ren Nagusaran Rensia Roroonren Nakora" tradotto in cifre "000-3901-0", questo perché non è completa e non ha effettuato il programma di integrazione per la Terra, programma necessario per qualsiasi DearS che voglia vivere sul pianeta. Nel linguaggio DearS "Ren" significa "nulla" o indica il numero "zero".  Takeya trova "Ren", questo è il nome che da alla DearS, e la porta a vivere insieme a lui, facendo così si lega in qualche modo a Ren che lo riconosce come proprio padrone.
Il resto del manga è centrato sugli aspetti derivanti da questo legame e dalle conseguenze che porta.
I DearS sono una razza frutto dell'ingegneria genetica, creata per produrre dei perfetti schiavi, motivo principale per cui nessuno dal loro pianeta natale si preoccupa di effettuare una spedizione per recuperarli. I DearS venuti a conoscenza del fatto che sulla Terra il sistema di schiavitù è obsoleto, nascondono subito la loro natura di schiavi e si apprestano a creare degli scambi culturali nelle varie scuole. Ogni DearS si legherà profondamente ad una particolare persona, che diventerà il suo "Padrone". Dal momento che la felicità dei DearS deriva totalmente dal compiacere ogni desiderio del proprio padrone, i DearS una volta integrati si mettono alla ricerca di una persona da servire.

## Doppiaggio

### Doppiatori giapponesi
- Ai Shimizu: Ren
- Kishō Taniyama: Takeya Ikuhara
- Mai Nakahara: Miu
- Chiwa Saitō: Neneko Izumi
- Hiroaki Hirata: Xaki
- Jun'ichi Suwabe: Hirofumi Nonaka
- Kappei Yamaguchi: Hikoro Oikawa
- Kikuko Inoue: Mitsuka Yoshimine-sensei
- Mariko Suzuki: Harumi Ikuhara
- Megumi Toyoguchi: Ruvi
- Miyuki Sawashiro: Khi
- Ryoko Shintani: Natsuki Ikuhara
- Yukari Tamura: Nia
- Akemi Sato: B-ko
- Eri Oono: Uchimura
- Halko Momoi: Cheena
- Hisayoshi Suganuma: No. 2
- Mariko Takigawa: Madre di Oihiko
- Masuo Amada: Padre di Oihiko, Principale
- Yasuhiko Tokuyama: Uncle
- Yoji Ueda: No. 3
- Yumi Sudō: Presidente della Classe
- Yu Asakawa: Eiko

### Doppiatori inglesi
- Mia Bradly: Ren
- T. Axelrod: Takeya Ikuhara
- Michelle Ruff: Miu
- Karen Thompson: Neneko Izumi
- Patrick Seitz: Xaki
- Wendee Lee: Mitsuka Yoshimine-sensei
- Kirsten Potter: Harumi Ikuhara
- Victoria Harwood: Ruvi
- Yuri Lowenthal: Khi
- Jennifer Sekiguchi: Natsuki Ikuhara
- Carrie Savage: Nia
- Jane Lingo: B-ko
- Maureen Stevenson: Student Announcer, Uchimura
- Jody Jaress: Cheena, Fish Market Shopper
- Darrell Gilbeau: No. 2
- Barbara Goodson: Madre di Oihiko
- Doug Stone: Gen, Maestro di Miu, Padre di Oihiko, Principale
- Michael McConnohie: Uncle
- Liam O'Brien: No. 3
- Amy Kincaid: Presidente della Classe
- Jason C. Miller, Justin Gross: Hironobu Nonaka
- Tara Platt: Eiko, Horoscope Host
- Aimee Zannoni: A-ko
- Alex Fink: Tour Conductor
- Ben Summer: Vegetable Man
- Dave Stann: Tourist
- Hunter McKenzie Austin: Boy 2, Girl, Reporter
- Natalie Bergeson: Housewife
- Sam Regal: Assassin, Oihiko
- Samantha Inoue-Harte: Stewardess
- William Frederick: Grandfather

### Episodi
| Nº | Giapponese 「Kanji」 - Rōmaji                  | In onda           | In onda |
| Nº | Giapponese 「Kanji」 - Rōmaji                  | Giapponese        |         |
| 1  | 「甘噛みたいの」 - Amakamitai no               | 10 luglio 2004    |         |
| 2  | 「小さかったかしら」 - Chiisakatta Kashira     | 17 luglio 2004    |         |
| 3  | 「たま！たま！」 - Tama! Tama!                 | 24 luglio 2004    |         |
| 4  | 「口をふけ」 - Kuchi o Fuke                    | 31 luglio 2004    |         |
| 5  | 「トギ……？」 - Togi...?                        | 7 agosto 2004     |         |
| 6  | 「欲求不満ですわ」 - Yokkyū Fuman desu wa      | 14 agosto 2004    |         |
| 7  | 「いやらしい……」 - Iyarashii...                | 21 agosto 2004    |         |
| 8  | 「マ、マイ・ボール…」 - Ma, Mai Bōru...        | 28 agosto 2004    |         |
| 9  | 「チクッとした」 - Chiku toshita               | 4 settembre 2004  |         |
| 10 | 「金の玉ですの？」 - Kane no Tama desu no?     | OVA               |         |
| 11 | 「らんこーするですに！」 - Rankō suru desu ni! | 11 settembre 2004 |         |
| 12 | 「経験……してみる？」 - Keiken... shitemiru?    | 18 settembre 2004 |         |
| 13 | 「しかも熱かった」 - Shika mo Atsukatta        | OVA               |         |